# 10676 Jamesmcdanell
10676 Jamesmcdanell (1979 MD2) là một tiểu hành tinh vành đai chính được phát hiện ngày 25 tháng 6 năm 1979 bởi E. F. Helin và S. J. Bus ở Siding Spring. Nó được đặt theo tên James P. McDanell, thuộc Jet Propulsion Laboratory.